# Gregory Nava
Gregory Nava (ur. 10 kwietnia 1949 w San Diego) – amerykański reżyser, scenarzysta i producent meksykańskiego pochodzenia. W 1985 r. nominowany (wspólnie z żoną Anną Thomas do Oscara za scenariusz do filmu El Norte.
W 1997 r. na podstawie własnego scenariusza nakręcił film Selena – biografię tragicznie zmarłej piosenkarki Seleny Quintanilli Pérez. Grająca w filmie tytułową rolę popularna piosenkarka i aktorka Jennifer Lopez została nominowana do Złotego Globu. W 2002 r. na podstawie jego scenariusza powstał film Frida – biografia malarki Fridy Kalho, granej przez nominowaną za tę rolę do Oscara Salmę Hayek.
Od 2003 r. Gregory Nava na stałe współpracuje z telewizją PBS przy tworzeniu serialu Rodzina, ach rodzina.

## Wybrana filmografia
- El Norte (1983) – scenariusz i reżyseria
- Moja rodzina (My Family, 1995) – scenariusz i reżyseria
- Selena (1997) – scenariusz i reżyseria
- Rodzina, ach rodzina (American Family, 2002) – scenariusz i reżyseria
- Frida (2002) – scenariusz
- Miasto śmierci (Bordertown, 2007) – scenariusz i reżyseria